# 龍谷の森
龍谷の森（りゅうこくのもり、英語:The Ryukoku Forest Research Facility）は、滋賀県大津市に存在する龍谷大学の里山林である。瀬田丘陵に位置し、龍谷大学瀬田キャンパスに隣接している。

## 概要
1994年に龍谷大学によりグラウンド用地として購入された。しかし、オオタカの生息が確認され、開発に反対する署名運動が行われるなど保全に向けた動きが強まった。このことから大学執行部はグラウンド造成を断念。「当分の間、隣接地を環境教育を含む教学的利用の場として活用する」とし現在に至る。
針広混交林の二次林であり、コナラやアカマツが優占する。1999年の報告では、植物179種、哺乳類 8種、鳥類48種、昆虫386種の生息が確認されている。菌類では、新種のリュウコクヒメベニタケが林内から発見され、その名称の由来になっている。
林内には森林観測タワーや森ラボ、バイオトイレといった設備が整備されている。
龍谷大学の学生・教員により教育・研究の場として利用されている。また、関西菌類談話会等の市民研究団体や「龍谷の森」里山保全の会の活動の場にもなっている。小中高等学校の生徒も利用する。
環境省により生物多様性保全上重要な里地里山や自然共生サイトに選定されている。

## 沿革
- 1989年 - 龍谷大学瀬田キャンパス開設
- 1994年 - 龍谷大学が瀬田キャンパス隣接地（現：龍谷の森）をグラウンド用地として取得[7]
- 2001年
  - 教員有志が「瀬田学舎隣接地保全の会」を結成[7]
  - 3月 - 専任教員238名の署名と共に「瀬田隣接地の創造的活用についての請願」が学長に提出される[1]
  - 大学執行部がグラウンド造成を断念
- 2003年
  - 4月 - 理工学部環境ソリューション工学科（現：先端理工学部環境生態工学課程）設置[8]
  - 7月 - 「龍谷の森」里山保全の会設立[9]
- 2004年 - 龍谷大学里山学・地域共生学オープンリサーチセンター開設
- 2009年 - 龍谷大学里山学研究センター開設
- 2015年 - 環境省が生物多様性保全上重要な里地里山に選定
- 2024年 - 環境省が自然共生サイトに認定[3]
- 2025年2月 - 中華民国農業部林業・自然保育署、原住民族サイシャット族と友好森林関係を締結[10]